# Hermann Barrelet
Hermann Joseph Barrelet de Ricou (Neuchâtel, 25 settembre 1879 – 24 aprile 1964) è stato un canottiere francese.

## Carriera
Nella sua carriera da canottiere, Barrelet ottenne diversi successi. Fu campione di Francia nel 1898, campione olimpico nel singolo alle Olimpiadi 1900 di Parigi e campione europeo nel 1901.
Fu affiliato alla SN d'Enghien, squadra di canottaggio di Enghien-les-Bains.

## Palmarès
| Anno | Manifestazione | Sede   | Evento                | Risultato | Note |
| ---- | -------------- | ------ | --------------------- | --------- | ---- |
| 1900 | Olimpiadi      | Parigi | Canottaggio - Singolo | Oro       |      |
| 1901 | Europei        | Zurigo | Canottaggio - Singolo |           |      |